# Papiergewicht (Roman)
Papiergewicht ist der zweite Roman von Stephan Reimertz. Die Erstausgabe erschien am 1. Januar 2001 im Luchterhand Literaturverlag, München, und im selben Jahr als Fortsetzungsroman in der Neuen Ruhr Zeitung. Das Thema des Buches ist die Beziehung von Familie und Öffentlichkeit im Rahmen gesellschaftlicher Gewalt. Der Generationenroman vereint Elemente des Gesellschafts- und des Kriminalromans. Er berichtet vom Überlebenskampf eines hochbegabten Kindes in einem kalten, brutalisierten Elternhaus in Westdeutschland Anfang der 1970er-Jahre und den Mordversuchen der Eltern an ihrem eigenen Kind. Auf vielfache Weise damit verknüpft schildert eine zweite Handlungsebene den Boxkampf zwischen Muhammad Ali und Joe Frazier im März 1971, den sogenannten Fight of the Century. Der Roman gilt als Porträt der westdeutschen Gesellschaft der 1970er-Jahre in ihrem Amerikanismus und ihrer inneren Leere.

## Handlung

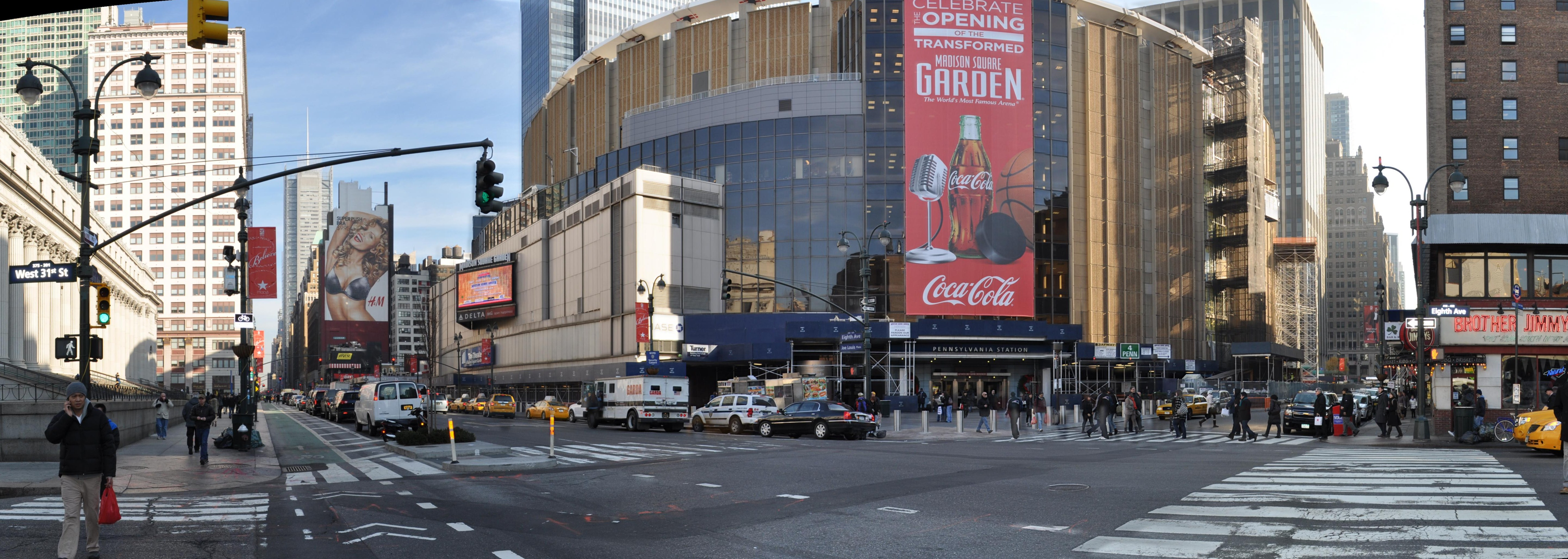
Madison Square Garden - panoramio

Der Roman schildert ein Milieu der Oberen Mittelschicht in der BRD der frühen 1970er-Jahre und dessen geistige und psychische Verwahrlosung. Der Hauptstrang der Erzählung entrollt sich an einem einzigen Tag im März 1971. Dazwischen flimmern Rückblenden auf. Über der Handlung liegt eine Atmosphäre diffuser Bedrohung. Der Vater, Chefarzt der Herzchirurgie, will von der Großmutter das für seinen Sohn Oliver, den Ich-Erzähler, vorgesehene großelterliche Erbe ausbezahlt bekommen. Er und seine Frau haben es schon lange darauf abgesehen. Der Vater behauptet, es für eine geplante Klinik zu benötigen. Die Großmutter lehnt ab. Um sich doch noch in Besitz von Olivers Erbe zu bringen, wollen die Eltern sich ihres Kindes entledigen, indem sie es zu jenem Arzt in Behandlung geben, der bereits den Großvater durch einen Kunstfehler ins Jenseits befördert hat. Als Spiegelung der gesellschaftlichen Gewalt schildert das Buch parallel den ersten Kampf zwischen Muhammad Ali und Joe Frazier im Madison Square Garden, an dem der Junge stark Anteil nimmt. Das Buch endet in einem Doppelgängermotiv, das die Handlung zusammenfasst und steigert: Oliver kämpft mit einem unbekannten Jungen, der er selbst, der Vater oder ein Todesbote sein könnte.

## Personen

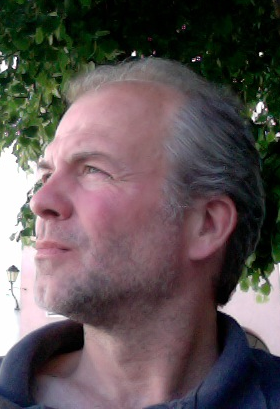
Stephan Reimertz

Der Roman beleuchtet die Innenwelt der BRD in den frühen siebziger Jahren und ist zugleich eine Studie des Überlebens eines Kindes in einer  Extremsituation. Die Eltern geben ausschließlich Phrasen und Stereotype von sich. Sie sind Schwätzer, aus deren Worten immer wieder ihre mörderischen Absichten hervorschimmern. Sowohl der Vater als auch die Mutter sind durchgängig im Bereich der Psychopathologie angesiedelt und deuten zu keinem Zeitpunkt ein Verhalten an, das als psychisch normal eingeordnet werden könnte. 

### Der Vater
Der Vater ist als leerer Narziss gezeichnet, der Worte und Gesten ausschließlich aus Reklame, Film und Fernsehen der Zeit entwendet. Ohne jedes geistige Eigenleben zeigt er Züge einer narzisstischen Persönlichkeitsstörung und verhält sich permanent auftrumpfend oder grollend seiner Familie gegenüber. Dass er Herzspezialist ist, entbehrt ebenso wenig der Ironie wie die Worte seines Sohnes: »Er war ein Gentleman.«
Wenn der Vater mit der Schwimmfigur Toter Mann eingeführt wird, deutet dies bereits sein Ende an, das ihn im Swimmingpool ereilt. Ironisch werden auch die Mordversuche der Eltern am Erzähler auf diese selbst zurückgespiegelt. Die Eltern geben den Jungen zu eben jenem Arzt in Behandlung, der schon den Großvater durch einen groben Kunstfehler zu Tode gebracht hat. Auch der Nachbar Herr Blömeke, dessen Frau Marika der Ich-Erzähler Oliver begehrt, wird in der Klinik des Vaters zum »toten Mann«. Oliver vermutet, sein Vater habe ihn getötet, da er es auf die Nachbarin abgesehen hat. Zugleich fürchtet der Junge die Rache des »toten Mannes«, da er selbst die Nachbarin begehrt. Wenn der Sohn über den Vater sagt: »In seinem Krankenhaus lebt man gefährlich«, gilt das erst recht für Olivers eigene Situation im Hause seiner Eltern.

### Die Mutter

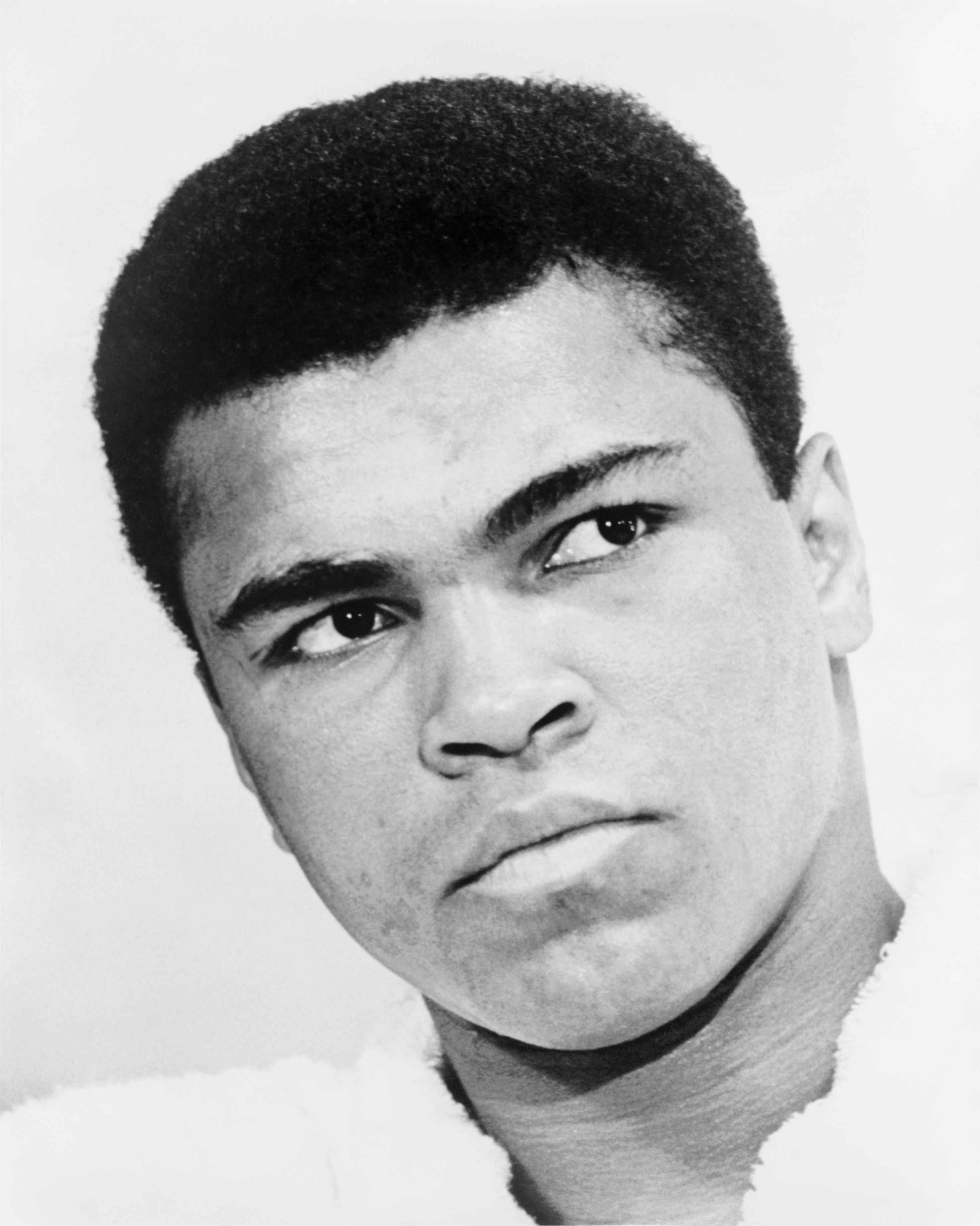
Muhammad Ali NYWTS

Wie der Vater ist die Mutter eine von innerer Leere und Zynismus geprägte Charaktermaske ohne eigene Persönlichkeit und ohne jede Empathie. Es entspricht der durchgehenden Ironie des Romans, wenn sie Sätze sagt wie: »Man darf doch die Alten und Kranken nicht vergessen!« oder: »Du mußt endlich lernen, sozial zu denken!« Auch sie entblößt ihre  mörderischen Absichten immer wieder. Sie ist eine  Intrigantin und  Sadistin, die Oliver unablässig beschimpft, verhöhnt und niedermacht. Oft fällt sie in blanken Hass: »Heute wärst du gar nicht geboren worden.«
Sie vergleicht ihr eigenes Kind mit Mördern und  Verbrechern, trachtet ihm aber selbst nach dem Leben. Am Ende des Romans enthüllt sie, dass Oliver ein ungewolltes Kind ist. Ihre Geschichte gipfelt in der ironischen Wendung, dass sie als Studentin sogar ein Bündnis mit der  Hl. Jungfrau eingehen wollte. Sie hatte gelobt, katholisch zu werden, sollte sie doch nicht schwanger sein. Ihr Sohn kommentiert: »Mit ihrem Anliegen war sie bei der Mutter Gottes freilich an der falschen Adresse.«

### Die Lehrerin
Mit der  Volksschullehrerin Frau Nickel liefert Oliver sich einen pausenlosen verbalen Schlagabtausch. Von der Lehrkraft wird mitgeteilt, sie bevorzuge im Unterricht Mädchen und  »Evangelische«. Diese Figur ist eine Studie über die »linken Lehrer« der siebziger Jahre. Für ihre Zukurzgekommenheiten lässt sie die Schüler bezahlen. Sie gibt typische Phrasen von sich wie: »Du glaubst wohl, du bist was besseres!« – »Das Kapital kann ausschlafen. Das muss nicht auf Maloche gehen. Das verdient im Schlaf.« – »Wir kriechen vor solchen Leuten wie euch nicht mehr zu Kreuze.« Die Lehrerin fackelt ihre Kulturrevolution im Klassenzimmer ab, indem sie Oliver vor den Mitschülern als Klassenfeind darstellt, der sich seinen Mitschülern gegenüber »unsolidarisch« verhalte. Im totalitären Neusprech benutzt sie Phrasen wie »Arbeiterinnen und Arbeiter« u. a. Zugleich steht sie in der Tradition verkommener Lehrer in der deutschen Literatur, wie sie in Romanen wie Buddenbrooks, Professor Unrat oder Der Schüler Gerber geschildert werden: Autoritäre Marionetten, die ausschließlich ihren Jargon reproduzieren und die Schüler zu sinnlosen und monotonen  Schularbeiten zwingen.

### Tod der Eltern

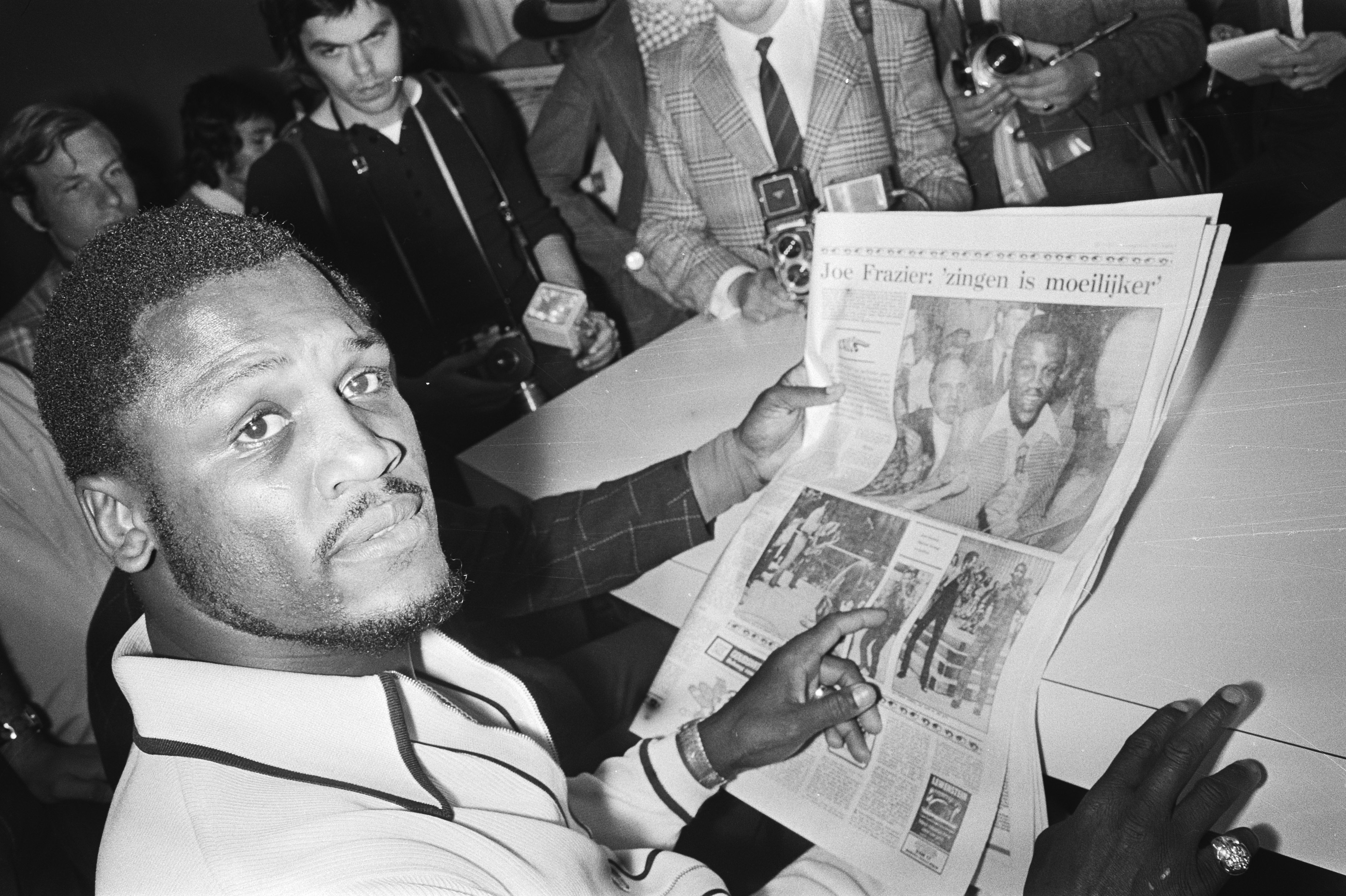
Joe Frazier reading newspaper

Die Brutalität der Eltern schlägt wie ein Bumerang auf sie selbst zurück. In einem  Zeitsprung verrät der Roman am Ende, dass der Vater als gescheiterter Hasardeur in seinem Swimming Pool in Monte Carlo tot aufgefunden wird. Sein »Tote-Mann«-Spiel am Anfang des Romans hatte von Anfang einen tragisch-ironischen Charakter und tritt hier als  Erinnerungsmotiv auf. Ob er seinerseits ermordet wurde, oder, was seinem  selbstmörderischen Charakter entsprochen hätte, Suizid beging, bleibt offen. Durch den Roman zieht sich die Redensart des Vaters: »Dann ziehe ich die Konsequenzen!« als  Erinnerungsmotiv. Die Mutter wird in Kalifornien auf dem Highway No. 1 erdrosselt; ihr Schal gerät in die Speichenräder ihres offenen  Jaguars, den sie sich, ebenso wie eine Villa, vom Erbe ihres Sohnes gekauft hat. 

## Erzählperspektive, Stil und Aufbau
Die knappen Worte, mit der der Autor bereits die Figur des Vaters im ersten Absatz umreißt, erweisen sich als durchgängiges Stilelement. Stephan Reimertz hat die Sprache des Romans heruntergefahren; die vermeintliche Komplexitätsreduktion bildet die Realitätsapperzeption des Kindes ab. Damit wird impliziert, dass es sich beim  Ich-Erzähler um einen – im Alter nicht bestimmten – Erwachsenen handelt, der in der Erzählung seiner Kindheit diese vergegenwärtigt. Zur asketischen Anlage des Erzählstils gehört auch die reduzierte Sprache. Sie ist kalt und kennt kein Brio. Der Ablauf der Handlung ist straff organisiert. Strukturelemente selbst sind Träger der erzählerischen Ironie; so entsprechend die fünfzehn Kapitel der Romans den fünfzehn Runden im Profiboxkampf. Der im Zentrum des Buches geschilderte  Kampf zwischen Ali und Frazier ist ein  Roman im Roman. Viele Aussagen haben  mehrfache Bedeutung; nicht zuletzt verbergen sie die Poetik des Buches selbst: »In drei kurzen Wörtern konnte Paul Kampehoff viel sagen.« – »Es war wie bei den Haydn-Sonaten, die ich auf dem Klavier spielte; man merkte, wenn alle Töne aufgebraucht waren, wenn nichts neues mehr kommen konnte und der Schluss bevorstand.«

## Einordnung

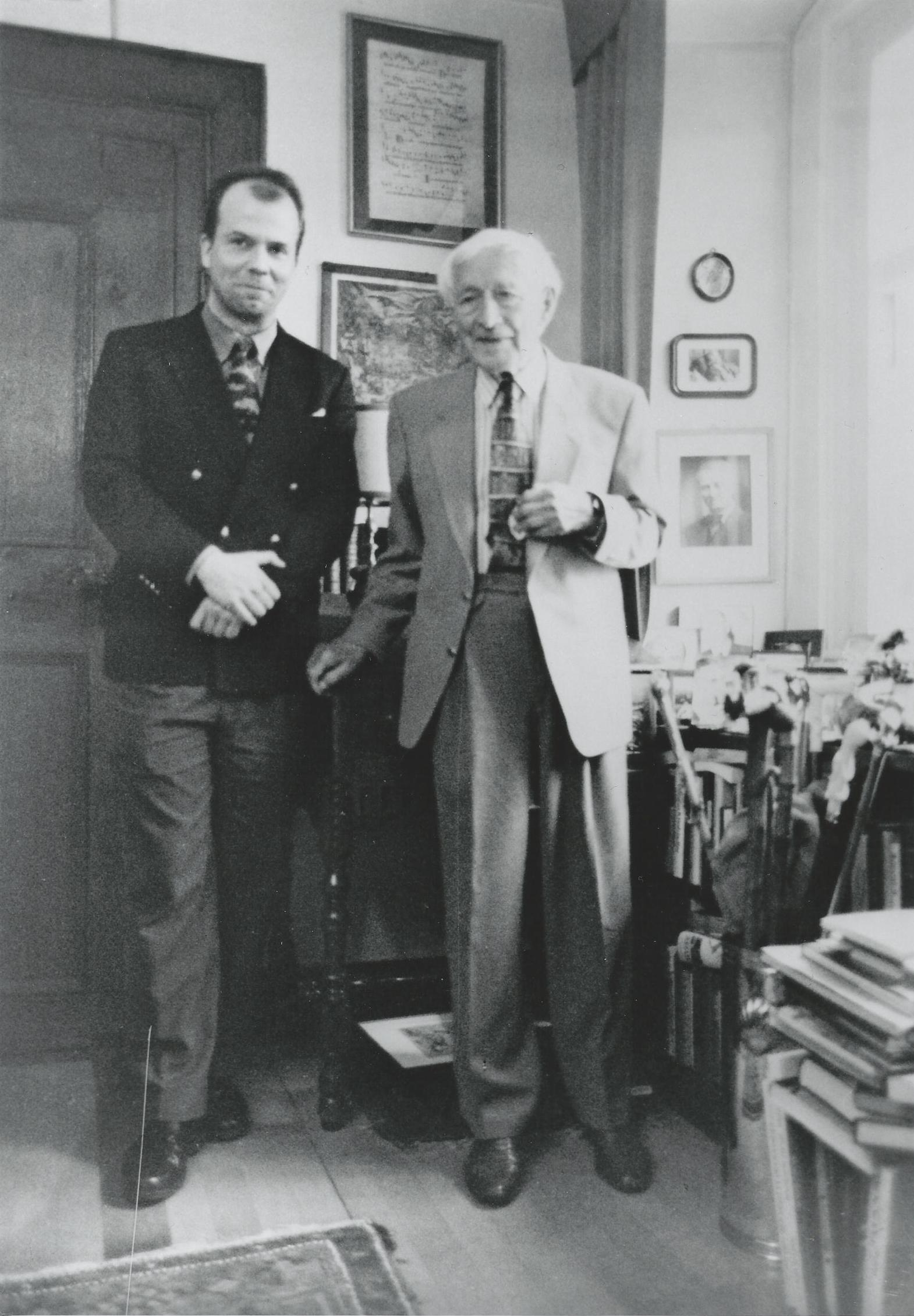
Ernst Jünger & Stephan Reimertz

Die Familie als  klaustrophobisch bedrohlicher Raum kurz vor einer tödlichen Explosion ist ein in der Moderne vermehrt vorkommender literarischer  Topos, ebenso wie der  isolierte Einzelne innerhalb der apathischen Konsumgesellschaft. Der Roman arbeitet auf verschiedenen Ebenen mit  Antinomien,  Erinnerungs- und  Doppelgängermotiven wie Mutter – Nachbarin, Vater – Nachbar, Oliver – Muhammad Ali; so auch in der Beziehung zwischen den Handlungssträngen in der BRD und den USA. Die Bedeutung des  Titels folgt der  Tragikomik in Struktur und Semantik des ganzen Werkes. Der Vater sagt zum Sohn: »Du bist doch höchstens ein Papiergewicht.« Sonst ist der Begriff nur ein einziges Mal verwendet als die unterste, nur Kindern zugeordnete Gewichtsklasse im Sport. Im Laufe der Lektüre des Romans entfaltet der Titel seinen Sinn: Der Junge versucht, sich durch Schreiben aus der bedrohlichen Situation zu retten und verleiht damit dem Papier Gewicht. Die radikal stilistische Reduktion und die Vieldeutigkeit des Textes eröffnen eine Epiphanie, ein »Durchleuchten«, mehrerer Bedeutungsebenen. Boxen und  Schreiben werden für den Ich-Erzähler zu  Metaphern des Lebens, in dem es darum geht, nicht »getroffen und verletzt zu werden«.

## Trivia
- Der Roman ist Hellmut Becker und seiner Frau  Antoinette »Toto« gewidmet, beide zu diesem Zeitpunkt nicht mehr am Leben.
- Die Dokumentation des  Boxkampfes Ali-Frazier I ist authentisch. Die tatsächlichen Aussagen aus der Presseberichterstattung spiegeln den Kontext des Romans. So die Aussage von Alis Trainer Angelo Dundee: »Die Spielereien sind nun vorbei. Das nächste Mal werden wir bereit sein.«

## Ausgaben
- Stephan Reimertz: Papiergewicht. Roman. Luchterhand Literaturverlag München, 2001